# Wibault 280
Wibault 280-T — французский пассажирский самолёт, выпускавшийся в начале-середине 1930-х годов компанией Wibault при финансовом участии судостроительной фирмы Penhoët, из-за чего также известен как Penhoët Wibault.

## История
Вскоре после создания в сентябре 1928 года французского Министерства авиации, его глава, бывший военный лётчик Лоран Эйнак, назначил техническим директором министерства инженера Корпуса мостов и дорог Альбера Како́, который впоследствии выработал план обновления национальной авиационной промышленности. Конструктору Мишелю Вибо в декабре 1929 года была поручена разработка трёхмоторного пассажирского самолёта, превосходящего существующие зарубежные модели.
Прототип Penhoët Wibault 280-T, постройка которого финансировалась компанией Penhoët из Сен-Назера, совершил свой первый полёт в Виллакубле в ноябре 1930 года. Недостаточно надёжные двигатели Hispano-Wright 9Qa вскоре были заменены на Gnome-Rhône 7Kb, новая модификация получила название Wibault 281-T.
Второй прототип строился в варианте «281», но позже был переделан в 12-местный вариант (2 члена экипажа и 10 пассажиров) Wibault 282-T с тремя 350-сильными моторами Gnome-Rhône 7Kd, семь следующих экземпляров сразу строились как 282-е. Часть 282-х, закупленных компанией Air Union, в 1933 году обслуживали линию Париж-Лондон (Voile d’Or / «Golden Clipper»).
В 1934 году компания Air France в дополнение к перешедшей к ней после объединения от Air Union авиатехники, получила ещё десять Wibault 283-T с увеличенными баками, изменённым хвостовым оперением, обтекателями шасси и капотами двигателей. Часть самолётов 282-й модели дорабатывались до стандарта 283-й.
С 1938 года Air France стала заменять лайнеры Wibault, переводя их на второстепенные линии, на двухмоторные 16-местные Bloch 220. Накануне Второй мировой войны в составе флота компании ещё насчитывалось 15 трёхмоторных «Вибо», 9 из них обслуживали маршруты в Африке, 4 — средиземноморские и ближневосточные направления, и лишь два летали в Европе.
Во время войны некоторые коммерческие самолёты были реквизированы и использовались в качестве военно-транспортных. К началу активных боевых действий французской компании мая-июня 1940 года, около 10-12 из них числились в Альпийской оперативной воздушной зоне (ZOAA) в составе 1, 5, 8, 9 транспортных авиаотрядов ВВС Франции.

## Модификации
Penhoët Wibault 280-T
Прототип с двигателями Hispano-Wright 9Qa 300hp (224kW), единственный экземпляр переделан в Wib 281.
Wibault 281-T
Улучшенная версия прототипа, 1 экземпляр + один переделанный из Wib 280. Позже доработаны до варианта Wib 282 и проданы компании CIDNA.
Wibault 282-T
серийный вариант с двигателями Gnome-Rhône 7Kd 350hp (261kW), кроме переделанных построено 7 экземпляров.
Wibault 283-T
вариант для Air France с увеличенными баками и другими конструктивными изменениями; построено 7 экземпляров.

## Операторы
Франция
- C.I.D.N.A.
- Air Orient
- Air France
- Air Union
- ВВС Франции

 Португалия
- Aero Portuguesa — от Air France в 1940 году получены два экземпляра: F-AMTS «L’Infatigable» и F-ANBM «Le Conquerant» / «Ville de Bamako», названные CS-ABX «Sacadura Cabral» и CS-ADB «Gago Coutinho», соответственно. Использовались на линии Лиссабон-Танжер-Касабланка[2].

## Лётно-технические характеристики (283-T-12)

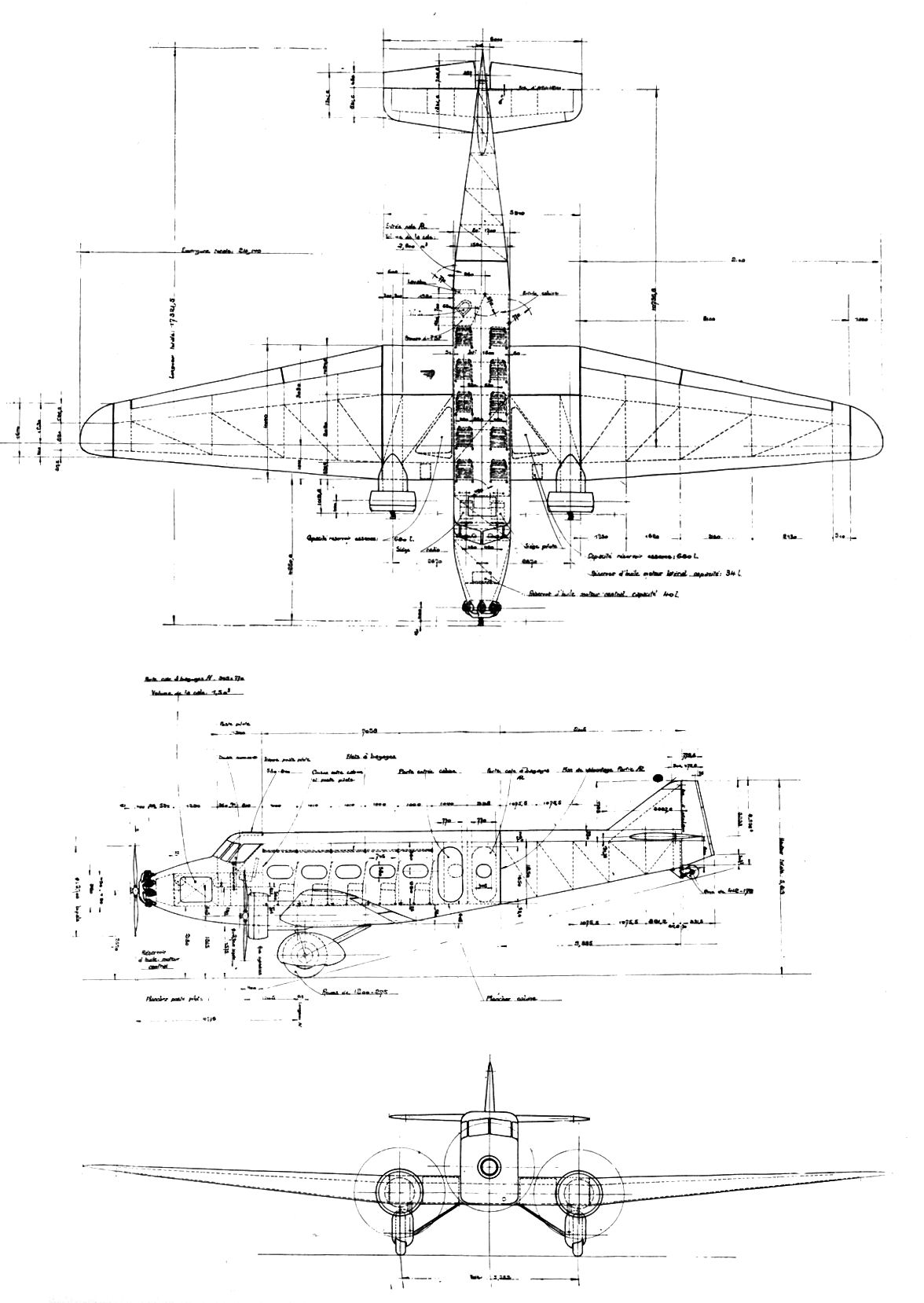
Wibault 282 T12

| 283-T-12:                  |                                 |
| Параметр                   | Показатель                      |
| Длина, м                   | 17,0                            |
| Размах крыла, м            | 22,61                           |
| Высота хвоста, м           | 3,50                            |
| Площадь крыла, м²          | 64,4                            |
| Двигатели                  | Три Gnome-Rhône Titan Major 7Kd |
| Мощность                   | 3х350 л. с.                     |
| Макс. скорость, км/ч       | 251                             |
| Крейсерская скорость, км/ч | 230                             |
| Дальность полёта, км       | 1000                            |
| Фюзеляж                    | Узкий                           |
| Высота полёта, м           | 5200                            |
| Вес пустого, кг            | 4266                            |
| Взлётный вес, кг           | -                               |
| Макс. взлётный вес, кг     | 6350                            |

## Аварии и катастрофы

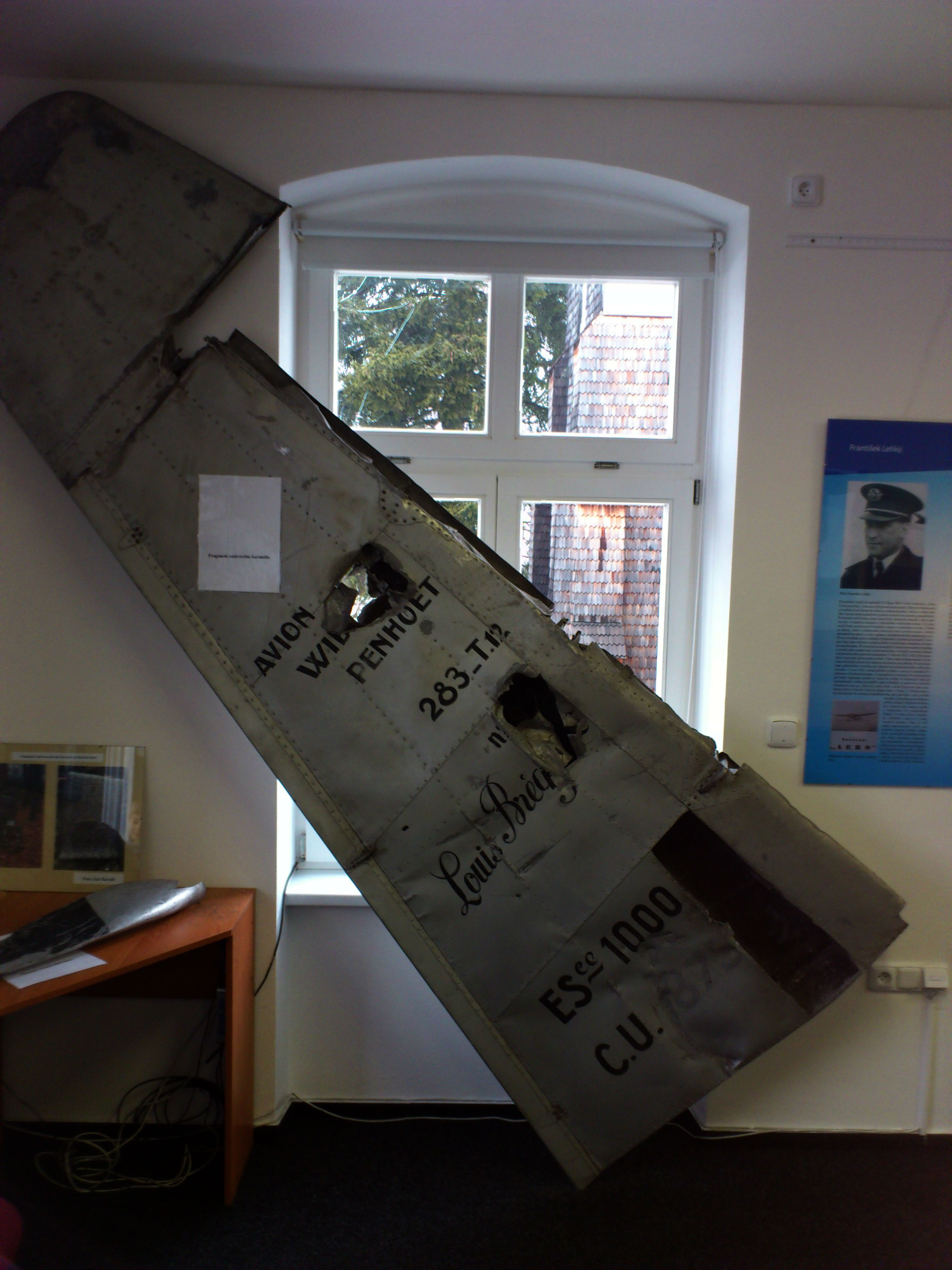
Деталь хвостового оперения Wibault 283.T12 F-AMYD в экспозиции музея чешской деревни Квильда (район Прахатице)

- 9 мая 1934 года Wibault 282-T F-AMHP компании Air France, следовавший маршрутом Ле-Бурже-Кройдон, потерпел катастрофу, упав в пролив Ла-Манш в 12 милях к юго-востоку от мыса Дандженесс, (графство Кент), погибли все 6 человек, находившихся на борту.
- 19 мая 1934 года самолёт Wibault 282 F-AMHL 'Le Fougueux" линии Golden Clipper (Air France), исчерпав горючее, совершил аварийную посадку на поле для игры в крикет поблизости от аэропорта Кройдон (графство Суррей, Великобритания). Из 10 человек, бывших на его борту, пострадал лишь один.[4]
- 2 августа 1936 года Wibault 283.T12 «L’Aventureux» (с/н 15, Air France) разбился в районе коммуны Сент-Аман-Су (департамент Тарн).
- 24 декабря 1937 года Wibault 283 (с/н 11) F-AMYD Air France, выполнявший рейс Вена-Прага, из-за навигационной ошибки разбился возле чешского Зхуржи (ныне часть города Рейштейн). Погибли пилот Франтишек Лехкий, радист Пьер Астрю и единственный пассажир, пражский адвокат Карел Фландерка.[5]

## Самолёт в массовой культуре

### В кинематографе
За относительно недолгий период своего существования Wibault 280 и его модификации успели отметиться в нескольких хроникальных биографических и художественных фильмах, наиболее известные из которых — «Пансион «Мимоза»» режиссёра Жака Фейдера (1935) и комедийная лента Мориса Каммажа «Пять су Лавареда» с Фернанделем в главной роли (1939).

### В комиксах
Wibault 283-T, визуально схожий с одним из принадлежавших компании Air France (со старым фирменным логотипом с изображением крылатого морского конька, известным также как «летающая креветка»), но в нетипичной жёлто-чёрной цветовой схеме ливреи), фигурирует в одном из комиксов серии «Приключения Тинтина» — «Сломанное ухо» издания конца 1930-х годов: злодеи Рамон Бада и Алонсо Перес летят на нём в Южную Америку.

### На почтовых марках
13 октября 1986 года Почта Франции выпустила марку работы художника Жозефа де Жу и гравёра Клода Жюмеле, номиналом в 30 франков, на которой был изображён самолёт Wib 283 (F-AMTS).
 (фр.).

## Самолёт в сувенирной и игровой индустрии
Известны модели Ar 68 выпускаемые следующими фирмами:
- «VLE Models» 1:72, Wibault 282
- «VLE Models» 1:144, Wibault 282 Air Union и ранний 283T Air France